# Бочув (Любуське воєводство)
Бочув (пол. Boczów) — село в Польщі, у гміні Тожим Суленцинського повіту Любуського воєводства.
Населення — 671 особа (2011).

## Демографія
Демографічна структура станом на 31 березня 2011 року:
|          | Загалом | Допрацездатний вік | Працездатний вік | Постпрацездатний вік |
| -------- | ------- | ------------------ | ---------------- | -------------------- |
| Чоловіки | 344     | 88                 | 227              | 29                   |
| Жінки    | 327     | 64                 | 194              | 69                   |
| Разом    | 671     | 152                | 421              | 98                   |